# Shizotipni poremećaj
Shizotipni poremećaj ili shizotipni poremećaj ličnosti psihički je poremećaj iz klase poremećaja ličnosti i bolest iz spektra shizofrenija. Osobe sa shizotipnim poremećajem često osjećaju društvenu tjeskobu te im je teško održavati povezanost s drugima, obično zbog uvjerenja da drugi o njima imaju negativno mišljenje. Shizotipni se poremećaj češće dijagnosticira kod muškaraca. 
Uobičajeno je tumačenje uzroka poremećaja ideja da je poremećaj dio spektra shizofrenije. Ljudi sa shizotipnim poremećajem češće imaju rođake sa shizofrenijom. Premda genetika igra ulogu u oblikovanju ličnosti i nastanku bolesti, društveni čimbenici mogu djelovati kao „okidač“ — zanemarivanje djeteta, psihološka trauma i obiteljski problemi predstavljaju rizik za razvijanje shizotipnog poremećaja. Djeca se u pravilu nauče prilagoditi društvenim situacijama, no čini se da proces prilagodbe ne funkcionira kako bi trebao u ljudi sa shizotipnim poremećajem. Nedruštvenost je dio shizotipnog poremećaja.
Prema MKB-10, shizotipni poremećaj karakteriziraju:
- neobični izrazi lica (osoba djeluje „hladno“ i udaljeno)
- ponašanje koje se smatra ekscentričnim
- sklonost nedruštvenosti
- neobična uvjerenja
- sumnjičavost ili paranoidne misli
- ruminacija
- depersonalizacija ili derealizacija
- pretjerana upotreba metafora ili razmišljanje manifestirano neobičnim načinom izražavanja
- povremene kvazipsihotične epizode s prividima ili deluzijama.

## Liječenje
Kad se osobama sa shizotipnim poremećajem prepisuju lijekovi, obično psihijatri prepisuju antipsihotike. Antidepresivi mogu biti propisani ako je prisutna depresija.

## Drugi poremećaji
Shizotipni se poremećaj često pojavljuje zajedno s distimijom i opsesivno-kompulzivnim poremećajem. Shizoidni poremećaj može nalikovati shizotipnom. Većina ljudi sa shizotipnim poremećajem ne razvije shizofreniju.
|  | Molimo pročitajte upozorenje o korištenju medicinskih informacija. Ne provodite liječenje bez savjetovanja s liječnikom! |